# カーセブンデジフィールド
株式会社カーセブンデジフィールド（CARSEVEN DIGIFIELD.CO.,LTD.）は、自動車の買取りと販売のフランチャイズ・チェーン「カーセブン」を運営する日本の企業である。本社は東京都品川区。

## 概要
設立当初はボランタリー・チェーンであったが、のちにフランチャイズ・チェーンへ転換された。
2000年11月に東京都千代田区猿楽町から東京都中央区日本橋本町、2006年4月に東京都中央区日本橋堀留町、2017年7月に東京都品川区大崎と計3度本社の移転が行われた。
2005年10月に一般社団法人自動車流通研究所（JADRI）の前身「買取協議会」発足、2014年3月には一般社団法人日本自動車購入協会（JPUC）を設立し、代表の井上が両協会の初代代表理事を務めた。
カーセブンの名刺1枚につき1円を「公益財団法人交通遺児育英会」へ寄付する仕組みを採用している。

## 事業内容
フランチャイズ・チェーン「カーセブン」の運営、自動車売買関連システム･アプリの開発と提供（ASPサービス）。

## スポンサー契約
下記人物、グループとスポンサー契約を結んでいる。
- 小倉優子（タレント）
- 湘南乃風（歌手グループ）
- 川岸史果（女子プロゴルファー）
- アン・ソンジュ（女子プロゴルファー）
- 栗城史多（登山家）

## 沿革
- 1999年（平成11年）7月 - 関東の中古車販売業者6社の出資により、株式会社日本自動車流通研究所として設立。
- 2000年（平成12年）
  - 4月 - 株式会社カーセブンディベロプメントに社名変更し、フランチャイズチェーンの本部として営業開始。
  - 11月 - 本社を東京都千代田区猿楽町から東京都中央区日本橋本町に移転。
- 2003年（平成15年）7月 - 全国100店舗のネットワークを実現。
- 2006年（平成18年）
  - 4月 - 本社を東京都中央区日本橋堀留町に移転。
  - 5月 - カーセブンCORE（顧客管理システム）開発導入開始。
  - 9月 - 中古車インターネットオークションで、楽天と業務提携。
  - 11月 - 中古車流通フランチャイズ業界初プライバシーマーク取得。
- 2009年（平成21年）9月 - 国土交通省の「無保険車防止対策事業」に協力し、自賠責保険に関する啓蒙活動を開始。
- 2010年（平成22年）3月 - 中古車レンタカー『レンタカーセブン』のサービス開始。
- 2013年（平成25年）11月 - マスコットキャラ決定総選挙の結果、新マスコットキャラクターが「おまかセブン」に決定。
- 2017年（平成29年）7月 - 本社を東京都品川区大崎に移転。
- 2022年（令和4年）4月 - 株式会社カーセブンデジフィールドに社名変更。